# Ulpiano Urdiales
Ulpiano Urdiales Casado (Castrillo-Tejeriego, 24 de julio de 1934-Santander, 19 de julio de 1999) fue un futbolista español, que se desempeñó en la posición de extremo izquierdo. Canterano del Real Valladolid, desarrolló su carrera profesional en cuatro clubes: Real Racing Club de Santander, Palencia C. F., Granada C. F. y Cádiz C. F. Compitió toda su trayectoria en la Segunda División, excepto una temporada en la Primera División con el conjunto granadino (la 1958-59).
Fue padre de los balonmanistas Alberto Urdiales y Santi Urdiales.

## Trayectoria
| Club                          | Años      | Partidos (goles) |
| ----------------------------- | --------- | ---------------- |
| Real Valladolid               | 1954-1955 | 0                |
| Real Racing Club de Santander | 1955-1958 | 70 (13)          |
| Granada Club de Fútbol        | 1958-1959 | 2 (0)            |
| Palencia Club de Fútbol       | 1959-1960 | 14 (8)           |
| Cádiz Club de Fútbol          | 1960-1961 | 18 (2)           |
| Palencia Club de Fútbol       | 1961-1962 | 2 (1)            |